# Nanaloricidae
Nanaloricidae – rodzina bezkręgowych zwierząt zaliczanych do kolczugowców (Loricifera) wyłoniona na podstawie liczby i kształtu skalidów na introwercie. Gatunki zaliczane do tej rodziny rozmnażają się płciowo. Rodzajem typowym jest Nanaloricus.

## Systematyka
Znane obecnie gatunki zostały pogrupowane w rodzajach:
- Armorloricus Kristensen & Gad, 2004
- Australoricus Heiner, Boesgaard & Kristensen, 2009
- Culexiregiloricus Gad, 2009
- Nanaloricus Kristensen, 1983
- Phoeniciloricus Gad, 2003
- Spinoloricus Heiner & Neuhaus, 2007